# تیلان
تیلان، روستایی است از توابع بخش مرکزی شهرستان آزادشهر در استان گلستان ایران. معنی واژه تیلان . (ع  اِ) ریسمان  و نوار ابریشمی . (از دزی  ج  1 ص 156) است که به لحاظ پرورش کرم ابریشم از زمانهای کهن در این روستا به این نام شناخته شده است. خانواده'هاي قديمي اين روستا شامل سمیعی پاقلعه و حسین زاده و تیلانی و.کوهساری و رجبلو و قوانلو و صادقلو  و عطايي و کردجامه شوران و ... ميباشند. زبان رایج در آن ترکی قزلباش می باشد و اقوامی از تربت و کوهستان نیز در آن ساکن هستند که لهجه مورد استفاده آنان نیز در آن رایج می باشد. همچنين اين روستا شهداي زيادي را در راه دفاع از كشور به ايران تقديم نموده است. همچنين از اين روستا دانش اموختگان زيادي در سطح عالي در زمينه علوم پزشكي و برق و شيمي و كشاورزي و ساير علوم به جامعه تقديم کرده  كه در نقاط مختلف كشور در حال خدمت به مردم ايران هستند. محصولات كشاورزي اين روستا شامل گندم و كلزا و برنج و صيفيجات و سبزيجات و بادام زميني و محصولات باغي از قبيل انجير و مركبات و سيب و انگور و انواع الو و توت و گردو ميباشند. همچنين مردم روستاي تيلان به پرورش كرم ابريشم براي توليد پيله و نخ ابريشم در فصل بهار و تابستان ميپردازند.

## جمعیت
این روستا در دهستان خرمارود شمالی قرار دارد و براساس سرشماری مرکز آمار ایران در سال ۱۳۸۵، جمعیت آن ۶۴۹ نفر (۱۴۹خانوار) بوده‌است.این روستا از قدیمی‌ترین روستاهای  منطقه به شمار میرود و دارای مناطق دیدنی بسیاری است.  از خانواده‌های قدیمی روستا :کوهساری. کردجامه شوران. رجبلو.تیلانی. قوانلو می‌توان نام برد.